# Dubbele vorkaansluiting
Een dubbele vorkaansluiting is een aansluiting van een dubbelsporige spoorlijn op een viersporige spoorlijn met ongelijkvloerse kruisingen. Vanwege de ongelijkvloerse kruisingen kent een dubbele vorkaansluiting weinig conflicten en heeft zij een grote capaciteit.

## Aansluitingen met een vork

Vorkaansluiting met gelijkvloerse kruising. Hierbij ontstaat een conflict bij kruisende treinbewegingen. De vork is donkerblauw ingekleurd.
Vorkaansluiting met ongelijkvloerse kruising. De vork is donkerblauw ingekleurd.
Vorkaansluiting met ongelijkvloerse kruising en lange wissels. De vork is donkerblauw ingekleurd. Bij de aansluiting van een tweesporig traject op een viersporig traject worden vaak twee aansluitingen van dit type naast elkaar aangelegd. Dat is een 'dubbele vorkaansluiting'.

## Dubbele vorkaansluiting
Twee viaducten ofwel fly-overs, of tunnels ofwel dive-unders, leiden de twee sporen van de dubbelsporige lijn tussen juiste sporen van de viersporige spoorlijn. Zo ontstaat een stukje spoorlijn dat zessporig is. Een spoor van de dubbelsporige spoorweg ligt na het passeren van de tunnel of het viaduct nog niet op dezelfde hoogte als de twee sporen van de viersporige spoorweg. Zodra de drie sporen op gelijke hoogte liggen sluit het spoor van de dubbesporige spoorlijn aan op de twee sporen van de viersporige spoorlijn met een vork, dus met drie wissels. Om de vorkaansluiting doelmatig te laten zijn moet de meestvoorkomende rijrichting van de treinen op deze drie sporen met elkaar overeenkomen.

## Lange wissels
Bij dubbele vorkaansluitingen worden vaak 'lange' wissels toegepast. Dit type wissel kan ook in afbuigende richting richting met onverminderde snelheid bereden worden. Daarmee worden snelheidsverschillen tussen doorgaande en afbuigende treinen vermeden, wat de capaciteit van een dubbele vorkaansluiting verder vergroot.

## Toepassingen
- Amsterdam Riekerpolder aansluiting, waar de spoorlijn vanuit station Amsterdam Sloterdijk en station Amsterdam Lelylaan aansluit op het spoortraject van station Amsterdam Zuid naar station Schiphol.De dubbele vorkaansluiting bij "Amsterdam Riekerpolder aansluiting". Na de aansluiting blijft de doorgaande spoorlijn richting Amsterdam Zuid viersporig. De twee vorken zijn donkerblauw ingekleurd.

De dubbele vorkaansluiting bij "Amsterdam Riekerpolder aansluiting". Na de aansluiting blijft de doorgaande spoorlijn richting Amsterdam Zuid viersporig. De twee vorken zijn donkerblauw ingekleurd.

- Gaasperdammerweg aansluiting, waar de spoorlijn uit Almere en de spoorlijn uit Amersfoort zich splitsen in een tak naar Amsterdam Centraal en Schiphol. Het ene kwartier gaat de trein uit Almere naar Amsterdam CS en de trein uit Amersfoort naar Schiphol, het andere kwartier gaat de trein uit Almere naar Schiphol en de trein uit Amersfoort naar Amsterdam CS. Bij intercity's en Sprinters kan men overstappen te Weesp.De dubbele vorkaansluiting bij "Gaasperdammerweg aansluiting". Na de aansluiting wordt de doorgaande spoorlijn richting Amsterdam CS tweesporig. De twee vorken zijn in deze tekening donkerblauw ingekleurd.

De dubbele vorkaansluiting bij "Gaasperdammerweg aansluiting". Na de aansluiting wordt de doorgaande spoorlijn richting Amsterdam CS tweesporig. De twee vorken zijn in deze tekening donkerblauw ingekleurd.

- Station Amsterdam Sloterdijk, waar de Hemboog vanaf de 'westtak' van de Schiphollijn of ringspoorbaan aansluit op lijn spoorlijn Den Helder - Amsterdam in de richting van station Zaandam.
- Amsterdam Bijlmer ArenA, waar de Utrechtboog vanaf spoorbaan uit de richting Amsterdam Zuid aansluit op de spoorlijn Amsterdam - Elten in de richting van Utrecht Centraal.
- Duivendrecht aansluiting west, waar het andere einde van de Utrechtboog aansluit op de spoorlijn van station Duivendrecht naar station Amsterdam RAI.
- Bij de Amsterdamse metro in Duivendrecht: ten noorden van metrostation Van der Madeweg ligt een dubbele vorkaansluiting, die ervoor zorgt dat treinen van de lijnen 50 en 53 een cross-platform-overstap kunnen hebben. Tijdens werkzaamheden heeft Metrolijn 54 hier soms een cross-platform-overstap op een omgeleide lijn 50 (Isolatorweg - Gaasperplas).